# Luceria novatusalis
Luceria novatusalis är en fjärilsart som beskrevs av Walker 1859. Luceria novatusalis ingår i släktet Luceria och familjen nattflyn. Inga underarter finns listade i Catalogue of Life.